# ハチ (魚)
ハチ（蜂、学名: Apistus carinatus）は、カサゴ目ハチ科に属する海水魚である。1種で単型のハチ属 Apistus を構成する。 背鰭の棘に毒があり、刺されると昆虫のハチに刺された時のように痛むためこの名がある。インド洋・太平洋の熱帯・亜熱帯域に広く分布し、日本でも南日本で見られる。最大でも全長20 cm程度と比較的小型の種である。片面が鮮やかな黄色の大きな胸鰭を持つ。この胸鰭は敵を威嚇したり、獲物を追い込んだりするのに用いられる。漁業の主対象となることはあまりないが、エビ漁における混獲などで漁獲されることはあり、食用にもなる。

## 分類と名称

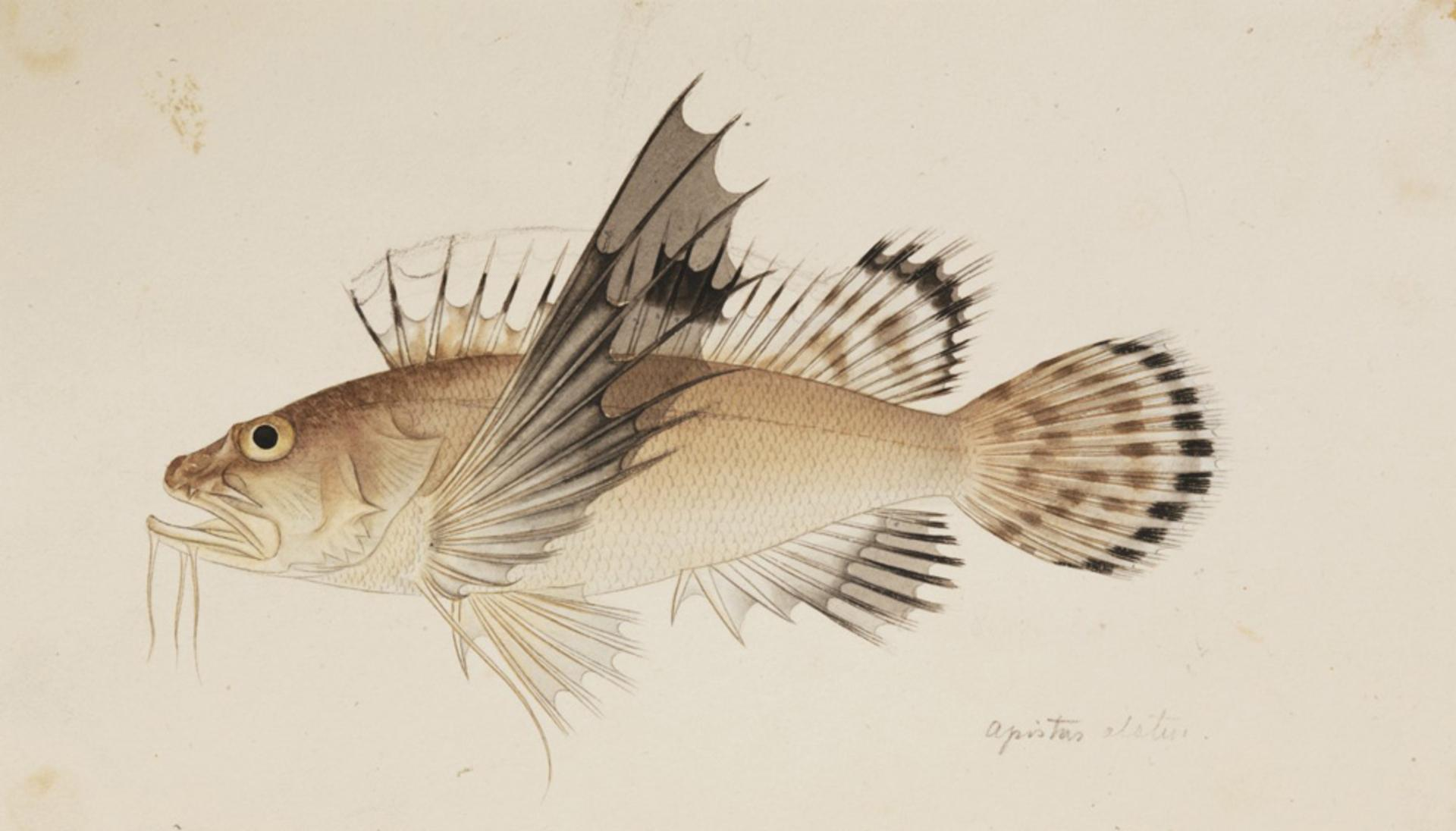
川原慶賀によって1823-1829年頃に描かれた本種の図版

カサゴ目ハチ科のハチ属 Apistus に属する唯一の種である。なお、ハチ科をフサカサゴ科に含めてハチ亜科 (Apistinae)とする分類もある。
1801年に、マルクス・エリエゼル・ブロッホとヨハン・ゴットロープ・テアエヌス・シュナイダーが著した『110の画像付分類魚類学』の中で初記載された。タイプ標本はインドのトランケバールから得られたものである。初記載時の学名はScorpaena carinataで、現在のフサカサゴ属に分類されていた。その後属の移動や新設を経て、現在有効な学名はApistus carinatus である。本種は他にも複数回独立に再記載されており、それらの記載に由来する現在では無効なシノニムも存在する（分類表参照）。属名のApistus はギリシャ語で「不思議な」という意味の形容詞 apistos に由来するもので、種小名のcarinatus はラテン語で「隆起（線）のある」という意味である。
標準和名の「ハチ」（蜂）は、背鰭の棘に人が刺されると、昆虫のハチに刺された時のような痛みを感じることに由来する。また、別名として長く伸びた胸ビレに注目したヒレカサゴがある。地方名として他にカザハナ（和歌山県田辺）、カレススキ（富山県生地）、シラボシ（和歌浦）、シラボレ（和歌浦）、シロオコゼ（江ノ島）、セトビウオ（鹿児島県）、ヒヒラギ（富山県氷見）、ホゴ（鹿児島県）などがある。

## 形態

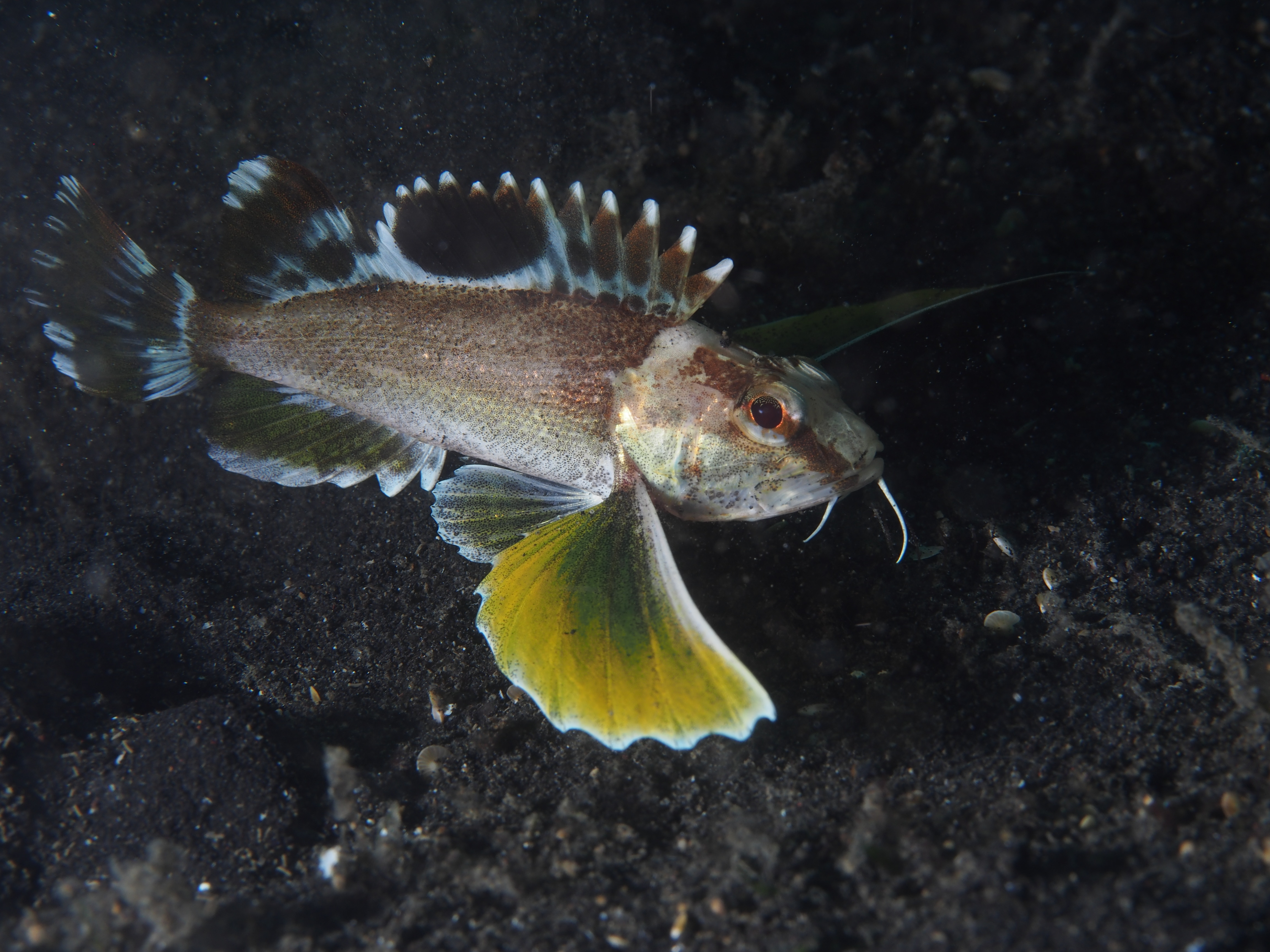
それぞれの鰭を広げた状態

比較的小型の種で、最大でも全長20 cm程度にしかならず、よく見られるのは全長10 cmほどの個体である。体型は長卵形である。眼隔域はくぼんでいて、隆起線と細い縦の溝がある。両顎の歯は絨毛状歯である。下顎には、側面部に1対、縫合部に1本で計3本のひげがある。背鰭は14-15棘条、8-10軟条から、臀鰭は3棘条、7-8軟条からなる。胸鰭は非常に大きくて長く、臀鰭の基底終点を超える。胸鰭の下部には1本の遊離軟条が存在し、これも著しく長く伸びる。体には小さな櫛鱗が存在する。
体の背側の体色は灰白色で、腹面は白い。背側の棘条部には目の直径の2倍より大きい黒色斑点がある。腹鰭の外側は黒色で、内側は黄色である。

## 分布と生息環境
インド太平洋の熱帯・亜熱帯域に広く生息する。インド洋における生息域は南アフリカのナタールから北へ紅海やペルシャ湾、そして東へインドまで広がっている。太平洋では東南アジアやフィリピン、中国、日本、オーストラリアなどでみられる。
日本においては茨城県以南の太平洋岸、新潟県以南の日本海・東シナ海沿岸、瀬戸内海、屋久島、琉球列島、小笠原諸島などでみられる。
水深100 m以浅、特に水深30 m前後の沿岸の砂泥海底に生息する。

## 生態
底生魚で、胸鰭を広げて海底を泳ぐ。夜行性で、昼は砂の中に体を埋めて眼だけを出している。驚くと胸鰭を大きく広げて砂から飛び出し、胸鰭内側の明るい黄色の部分を見せて捕食者を威嚇する。背鰭の棘は有毒である。
小動物を食べる肉食魚である。大きな胸鰭を捕食の際に獲物を追い詰めるのに用いることがある。ひげを用いて砂の中の餌を探す行動もみられる。
卵と仔魚は浮遊性だが、標準体長10 mmほどの稚魚から底生生活に移行する。

## 人間との関係
漁業における重要性はあまり高くないものの、トロール漁や刺し網、底引き網で漁獲されることがあり、トロール網を用いたエビ漁でも混獲されることがある。漁獲のある地域では食用に供され、日本でも練り製品の原料となることがある。ただし背鰭に毒を持ち、刺されると痛みが激しいため、取り扱いには注意を要する。